# Danuta Kuś-Załęska
Danuta Kuś-Załęska, z d. Załęska (ur. 11 września 1953 we Wrocławiu) – polska piłkarka ręczna, reprezentantka Polski i Austrii. Mistrzyni Polski i Austrii, zdobywczyni Pucharu Europy Mistrzyń Krajowych (1989, 1990).

## Kariera sportowa

### Kariera klubowa
Była wychowanką AZS-AWF Wrocław. W 1971 zdobyła mistrzostwo Polski juniorek, w latach 1976 i 1979 mistrzostwo Polski seniorek, w latach 1973, 1974, 1975, 1980 i 1982 wicemistrzostwo, w 1977, 1978 i 1981 brązowy medal MP, w 1978, 1980 i 1982 Puchar Polski.
W 1982 została zawodniczką austriackiej drużyny HypoBank Südstadt i zdobyła z tym klubem osiem tytułów mistrzyni Austrii (1983, 1984, 1985, 1986, 1987, 1988, 1989, 1990), dwukrotnie Puchar Austrii (1989, 1990). Dwukrotnie wygrała rozgrywki o Puchar Europy Mistrzyń Krajowych (1989, 1990), a w 1987 i 1988 jej zespół przegrał w finale PE. Od 1990 do 1997 występowała w Union Admira Landhaus Wiedeń, zdobywając brązowe medale mistrzostw Austrii w 1992, 1994 i 1995. Jej ostatnim klubem w austriackiej 1. Bundeslidze był zespół Wiener-Neustadt, z którym w 2000 zdobyła brązowy medal mistrzostw kraju. Następnie grała jeszcze w lidze regionalnej, ale w 2004 wystąpiła awaryjnie w jednym spotkaniu Wiener-Neustadt, a ostatecznie zakończyła karierę w 2009.

### Kariera reprezentacyjna
W 1973 debiutowała w młodzieżowej reprezentacji Polski. W reprezentacji Polski seniorek debiutowała 10 czerwca 1976 w towarzyskim spotkaniu z Kanadą. Wystąpiła na mistrzostwach świata grupy "B w 1977 (2. miejsce), mistrzostwach świata grupy "A" w 1978 (6. miejsce), mistrzostwach świata grupy "B" w 1983 (2. miejsce). Łącznie w reprezentacji Polski seniorek wystąpiła w latach 1976-1983 94 razy.
W latach 1985–1990 wystąpiła 117 razy w reprezentacji Austrii, m.in. na mistrzostwach świata grupy "B" w 1985 (11. miejsce), mistrzostwach świata grupy "A" w 1986 (12. miejsce), mistrzostwach świata grupy "C" w 1986 (1. miejsce), mistrzostwach świata grupy "B" w 1987 (4. miejsce) i 1989 (5. miejsce).